# Bořenovice
Bořenovice är en ort i Tjeckien.   Den ligger i regionen Zlín, i den östra delen av landet, 240 km öster om huvudstaden Prag. Bořenovice ligger 251 meter över havet och antalet invånare är 178.
Terrängen runt Bořenovice är platt åt nordväst, men åt sydost är den kuperad. Terrängen runt Bořenovice sluttar västerut.Runt Bořenovice är det ganska tätbefolkat, med 160 invånare per kvadratkilometer. Närmaste större samhälle är Zlín, 16,8 km sydost om Bořenovice. Trakten runt Bořenovice består till största delen av jordbruksmark.